# Talleres islados
Els Talleres islados van néixer el setembre del 2010 a Menorca. Són estades culturals de quatre dies en companyia d'una autora o autor que assumeix el paper de mestre. Es fan en una casa de camp de l'illa, i a partir del 2018 també en altres llocs com el Montseny o Mallorca.
Des del 2010, han impartit tallers Héctor Abad Faciolince, Jesús Aguado, José Maria Álvarez, Xavier Antich, Juan Arnau, Rafael Argullol, Bernardo Atxaga, Félix de Azúa, Albert Boadella, Victoria Camps, Jorge Carrión, Victoria Cirlot, Rafael Chirbes, Fernando Colina, Rafa Doctor, Paco Elvira, Víctor Erice, Josep Maria Esquirol, Joan Fontcuberta, Laura Freixas, Miguel Gallardo, Marina Garcés, Javier Gomá, Pierre Gonnord, Belén Gopegui, Román Gubern, Menchu Gutiérrez, Manuel Gutiérrez Aragón, Luís Landero, Andrés Lima, Elvira Lindo, Julio Llamazares, Chantal Maillard, Gustavo Martín Garzo, Eduardo Mendoza, Juan José Millás, Rosa Montero, Antonio Muñoz Molina, Andrés Neuman, Pedro Olalla, José Ovejero, Sergi Pàmies, Lluis Pasqual, Javier Pérez Andújar, Juan Vicente Piqueras, Soledad Puértolas, Rosario Raro, Javier Reverte, Xavier Ribas, Manuel Rivas, Albert Sánchez Piñol, Marta Sanz, Bernardo Souvirón, Andrés Trapiello, Manuel Vicent i Jorge Wagensberg.